# هوغو اوفيلار
هوغو اوفيلار (بالإسبانية: Hugo Ovelar) هو مدرب كرة قدم ولاعب كرة قدم باراغواياني في مركز الوسط، ولد في 21 فبراير 1971 في كونسيبسيون في باراغواي. شارك مع منتخب باراغواي لكرة القدم. أما مع النوادي، فقد لعب مع سانتوس لاغونا وسيرو بورتينيو ونادي سان لورينزو ونادي غواراني.

## وصلات خارجية
- هوغو اوفيلار على موقع الاتحاد الدولي (مؤرشف)  (الإنجليزية)
- هوغو اوفيلار على موقع قاعدة بيانات كرة القدم.إي يو (الإنجليزية)
- هوغو اوفيلار على موقع ناشيونال فوتبول تيمز (الإنجليزية)
- هوغو اوفيلار على موقع عالم كرة القدم.نت (الإنجليزية)